# 偶然天使
「偶然天使」（ぐうぜんエンジェル）は、極上生徒会執行部のシングル。2005年5月25日にKONAMIから発売された。

## 概要
極上生徒会執行部は、蘭堂りの、神宮司奏、金城奈々穂、銀河久遠、市川まゆらの5人で構成されたグループで、各キャラを演じている田村ゆかり、生天目仁美、野田順子、清水香里、沢城みゆきが歌っている。
表題曲「偶然天使」は、テレビアニメ『極上生徒会』のエンディングテーマとして使用されており、作詞を同アニメで脚本を担当している黒田洋介が手掛けている。カップリング曲「EVERYTHING IN MY HEART」は、神宮司奏役の生天目仁美と蘭堂りの役の田村ゆかりによるデュエット曲。3トラック目には、生徒会執行部、隠密部、遊撃部によるミニドラマ「書記のお仕事」が収録されている。
ディスクジャケットには蘭堂りの、神宮司奏、金城奈々穂、銀河久遠、市川まゆら、プッチャンがプリントされている。

## 収録曲
※ 全てジャケット表記による
1. 偶然天使 [4:18]
歌：極上生徒会執行部（田村ゆかり・生天目仁美・野田順子・清水香里・沢城みゆき）
作詞：黒田洋介、作曲・編曲：渡辺拓也（MONACA）
2. EVERYTHING IN MY HEART [4:29] 
歌：会長&書記（生天目仁美・田村ゆかり）
作詞：羽月美久、作曲・編曲：小松一也
3. 極上プチドラマ「書記のお仕事」 [6:38] 
出演：田村ゆかり・生天目仁美・野田順子・清水香里・沢城みゆき
4. 偶然天使 (instrumental)
5. EVERYTHING IN MY HEART (instrumental)

## 収録アルバム
| 曲名     | アルバム       | 発売日        | 備考           |
| -------- | -------------- | ------------- | -------------- |
| 偶然天使 | 『極上音楽集』 | 2005年11月2日 | ベストアルバム |